# Contar ovejas

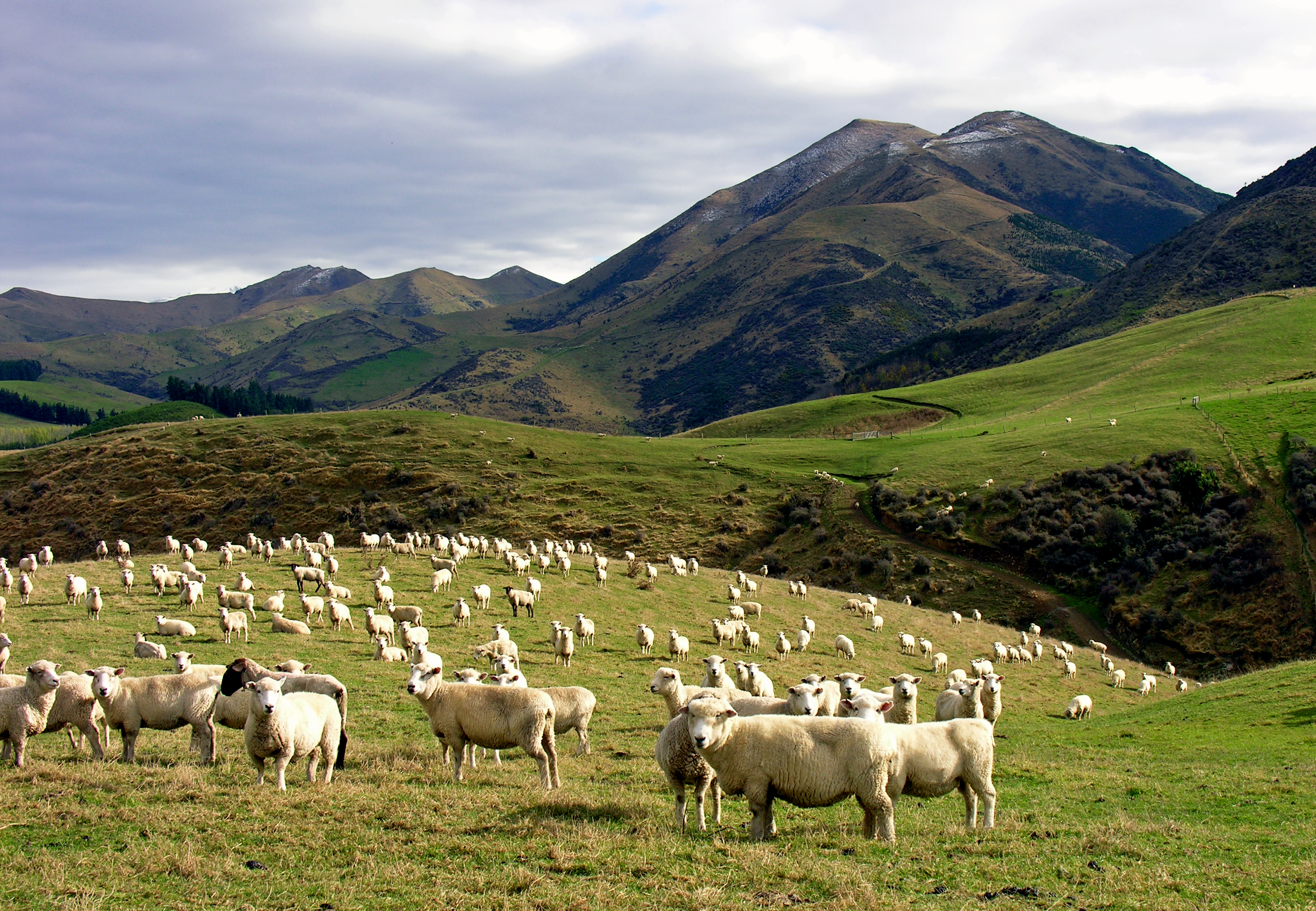
Ovejas pastando.

Contar ovejas es un ejercicio mental que se usa en algunas culturas para inducir el sueño. En la mayoría de las representaciones de la actividad, el practicante visualiza una serie interminable de ovejas idénticas saltando sobre una cerca, mientras las cuenta mientras lo hace. La idea, presumiblemente, es inducir aburrimiento mientras ocupa la mente con algo simple, repetitivo y rítmico, todo lo cual se sabe que ayuda a los humanos a dormir.
Aunque la práctica es en gran medida un estereotipo, y rara vez se usa como una solución para el insomnio, ha sido tan comúnmente referenciada por dibujos animados, historietas y otros medios de comunicación que se ha arraigado profundamente en la noción de sueño de la cultura popular. De hecho, la expresión «contar ovejas» es también un idiotismo en el castellano para el insomnio, y las ovejas mismas se han asociado con el sueño o la falta de él.
La efectividad del método puede depender del poder mental requerido. Un experimento realizado por investigadores de la Universidad de Oxford, aunque no involucró al ganado como objeto de visualización, descubrió que los sujetos que imaginaban «una playa o una cascada» se veían obligados a gastar más energía mental y se dormían más rápido de lo que se les pedía «simplemente distraerse de pensamientos, preocupaciones y preocupaciones».  El sueño podría lograrse mediante cualquier cantidad de actividades complejas que gastan energía mental.

En las Ilustraciones de economía política de Harriet Martineau, de 1832, se puede encontrar una referencia temprana al conteo de ovejas como medio para dormir:
«Fue un espectáculo de monotonía ver a una oveja tras otra seguir a la aventurera, cada una colocando sus patas delanteras en la brecha en la cerca, levantando sus patas traseras detrás de ella, mirando a su alrededor por un instante desde la cumbre, y luego zambullirse en la zanja seca, con mechones de mechones de lana. El proceso podría haber sido más sereno si el campo hubiera sido propiedad de otro hombre, o si el rebaño hubiera salido en lugar de entrar; pero el recuerdo de la escena del tránsito sirvió para enviar al terrateniente a dormir más de una vez, al ocurrir al final del tren de pensamientos ansiosos que lo habían mantenido despierto». (págs. 355–356)
Una referencia incluso anterior se puede encontrar en Don Quijote de la Mancha de Miguel de Cervantes, de 1605, con la excepción de que Cervantes sustituye cabras por ovejas:
«Deje que su adoración cuente las cabras que el pescador está cruzando, ya que si uno se escapa de la memoria habrá un final de la historia y será imposible contar una palabra más».
Cervantes probablemente adaptó la historia de contar cabras de una historia de contar ovejas de la obra española Disciplina Clericalis de principios del siglo XII. La sección XII, El Rey y su Cuentacuentos usa la idea de contar ovejas con humor. Disciplina Clericalis se basa principalmente en fuentes literarias del mundo islámico. Contar ovejas era probablemente una práctica ampliamente reconocida en el mundo islámico antes de principios del siglo XII.